# 新説・三億円事件
『新説・三億円事件 史上空前の現金強奪!! 少年A犯行の全真相…!?』（しんせつ・さんおくえんじけん）は、フジテレビ系「金曜ドラマシアター」枠で放送されたドラマシリーズ「実録犯罪史シリーズ」の第5作目。1991年12月27日21:03 - 23:22に放送。織田裕二主演。
三億円事件を新たな視点と大胆な推理で再構成して描いた。後にVHSビデオソフト化された。

## あらすじ
現職の白バイ警官の息子・大場誠は、厳格な父親への反発から中学の頃から荒れ始めて高校を中退、バイクや車の窃盗を繰り返す札付きのワルとなっていた。
誠は若者たちの溜まり場になっているあるバーに出入りし、謎めいたマスター・タカヤと親しくしていた。ある日、タカヤは誠にある提案をする。それこそが、三億円の強奪計画であった。
そして1968年（昭和43年）12月10日、計画は実行された。警察が総力を上げて犯人を追う中、立川署少年課の氏家刑事は誠を有力な容疑者としてマークする。やがて誠は所轄や捜査本部からもマークされるところとなり、父親共々追い詰められていく。

## キャスト
- 大場誠：織田裕二
- タカヤ：山﨑努
- 大場光弘：小林稔侍
- 氏家刑事：伊東四朗
- 大場絹代：丘みつ子
- 本田美奈子
- 竜雷太
- 高橋幸治
- 大場久美：坂上香織
- 美木良介
- ベンガル
- 鶴田忍
- 出光元
- 梅津栄
- 左右田一平
- でんでん
- 山本紀彦
- 野添義弘
- 粟津號
- 小宮健吾
- 丸岡奨詞
- 坂西良太
- 吉田友紀
- 新井つねひろ
- 二瓶鮫一
- 掛田誠
- 大原真理子
- 池田道枝
- 中平良夫

## スタッフ
- 企画：前田和也、小林義和
- 原作：大下英治「白バイと紅薔薇」（現代の眼編集部・編「現代虚人列伝」所収、現代評論社・1979年）より
- 脚本：岩間芳樹
- 監督：小田切正明
- プロデューサー：渡辺茂
- 音楽：パトリック・オハーン（アルバム「indigo」より）
- 制作：アズバーズ、フジテレビジョン

## 受賞
- 第29回ギャラクシー賞選奨[2]
- 第9回ATP賞'92「ベスト21番組」選出[3][4]